# Kavilo
Kavilo (en cirílico: Кавило; húngaro: Rákóczitelep o Kavilló) es un pueblo serbio ubicado en la provincia autónoma de Voivodina. Es parte del municipio de Bačka Topola en el distrito de Bačka del Norte. En el censo de 2011, tenía 237 habitantes. Tiene mayoría étnica magiar.

## Demografía
| Gráfica de evolución demográfica de Kavilo entre 1948 y 2011 |
|                                                              |